# Floc'h (historietista)
Jean-Claude Floch, también conocido como Floc'h, es un dibujante de historietas e ilustrador francés (Mayenne, 25 de septiembre de 1953), adscrito habitualmente al movimiento de la ligne claire.
El hermano mayor de Floc'h, Jean-Louis Floch (sin apóstrofo), también trabajó largo tiempo como dibujante de historietas (Les Jacopo, Une ville n'est pas un arbre, En pleine guerre froide...). Los dos hermanos trabajaron juntos en numerosos proyectos de ilustración publicitaria, repartiéndose la concepción y la realización de dibujos, pero en general firmando estas obras con uno solo de sus nombres.

## Biografía

### Inicios profesionales
Después de haber estudiado en la École nationale supérieure des arts décoratifs de París, Floc'h se consagró a la ilustración para prensa y libros (cubiertas para la colección Marginalia con el editor Glénat...). Floc'h también puso su talento al servicio del cine, realizando afiches para ese ámbito ya en 1977 con Diabolo menthe de Diane Kurys (para quien también hizo otros dos afiches), y siguiendo con varios filmes tanto de Woody Allen como de Alain Resnais (por ejemplo en Smoking / No Smoking, y también incluyendo ilustraciones utilizadas en los propios filmes).
Fue también en 1977 cuando realizó su primer álbum de cómic con François Rivière, titulado Le Rendez-vous de Sevenoaks. Con este álbum, el dúo Floc'h-Rivière revolucionó la estructura de la historieta, imponiendo un estilo de relato que bien puede compararse al recomendado por el movimiento Nouveau roman, y desarrollando un grafismo elegante que en alguna medida renueva la tradición de la escuela belga, a la par que rompe la linealidad habitual del género. La prepublicación de Rendez-vous de Sevenoaks en la revista Pilote fue precedida por una introducción escrita por Rivière, donde se establecía perfectamente la filosofía de la obra que el dúo comenzaba a construir :

L'histoire qu'on va lire ne manquera pas d'éveiller chez plus d'un amateur la nuée nostalgique des souvenirs du passé - je veux dire celui, si proche encore d'une école qui a comblé notre enfance et dont nous n'oublierons jamais les bienfaits. Les histoires de Jacobs, toutes plus belles les unes que les autres, les épisodes mystérieux des aventures de Tintin, bref, toute cette matière si riche et si subtile qui n'a cessé de nous hanter, Floc'h et moi. Et si nous travaillons avec, sans cesse, le désir de rendre hommage à ces créateurs qui restent des maitres, notre propos n'en est pas moins d'élargir la visión que nous offraient ceux-ci, de prendre en somme un certain recul par rapport à la leçon dictée, d'abord pour ne pas leur marcher sur les pieds - ce qui serait un peu maladroit - mais aussi parce que nous avons nous aussi à dire...

On le verra, la lecture achevée, le rideau retombé, notre projet veut faire perdre à la visión enfantine un peu de son innocence, il aimerait aussi nouer entre la bande dessinée et d'autres genres des rapports malicieux par le biais des références. En somme, ce que nous revendiquons, c'est le droit à faire sortir ce genre que nous aimons tant de sa routine, de certaines de ses habitudes un peu mièvres... Et gare aux âmes sensibles !

Mais trêve de paroles superflues... Quelqu'un dans l'ombre a frappé les trois coups...
Traducción al español:

Después de un segundo álbum, Le Dossier Harding en 1980, el éxito de Floc'h crece a medida que el estilo ligne claire se asienta en madurez y reconocimiento, volviéndose una referencia en la historieta (con Yves Chaland, Ted Benoit, Serge Clerc, Joost Swarte...); además, Floc'h también se asegura gran visibilidad, a medida que se suceden los trabajos para la publicidad. En este último dominio, ciertos trabajos de Floc'h se vuelven obras de culto, como por ejemplo Le Secret de la Pulmoll verte, un álbum publicitario surgido en 1980.
La multiplicidad de los trabajos publicitarios de este artista fueron para él un medio para explorar ciertas técnicas de dibujo, en las que pronto alcanzó la maestría. En particular, le sirvió para avanzar en el manejo de los pinceles antes de poner en práctica esa técnica en el álbum Blitz en 1982.

### Madurez
En 1991, Floc'h colaboró con Jean-Luc Fromental en Jamais deux sans trois (No hay dos sin tres), un relato sobre un trío amoroso inspirado en el universo de Francis Scott Fitzgerald, para el cual exploró un nuevo método de coloreado, utilizando por primera vez el juego de sombras en lugar de los aplats habituales. Fromental había ya escrito los prefacios de Life y de High Life, así como los textos de Ma vie, y también había planificado varios trabajos publicitarios de Floc'h.
Floc'h también realizó numerosas ilustraciones para la prensa de Francia, tanto diarios como revistas (Lire, Senso, Monsieur, L'Express, Le Nouvel Observateur, Libération, Le Monde, Le Figaro, Elle, 20 Ans, L'Événement du jeudi...), así como para la prensa europea (Per Lui, Bilan, World of Interiors...) y estadounidense (GQ, Travel + Leisure...). Particularmente hay que destacar que la prestigiosa revista The New Yorker requirió sus servicios para la creación de numerosas cubiertas, y sobre todo y con posterioridad a 1997, para el diseño de muchas ilustraciones de artículos. Su trabajo y su experiencia como ilustrador le permitieron « concentrar su atención en proposiciones simples ».
Principalmente conocido por sus historietas e ilustraciones, Floc'h igualmente hizo once exposiciones de arte, primero figurativo y luego esencialmente abstracto, entre 1990 y 2003, eventos entre los que corresponde destacar los realizados en la galería Pixi en París, así como una desarrollada en New York en la prestigiosa Nicholas Davies Gallery en 1999. El mismo Floc'h declaró en el año 2007, en una entrevista, no tener necesidad de volver a hacer exposiciones, pues manifestó haber podido superar aquella visión de observarse como « una persona que sufría porque solamente hacía cómics».

### Últimos años

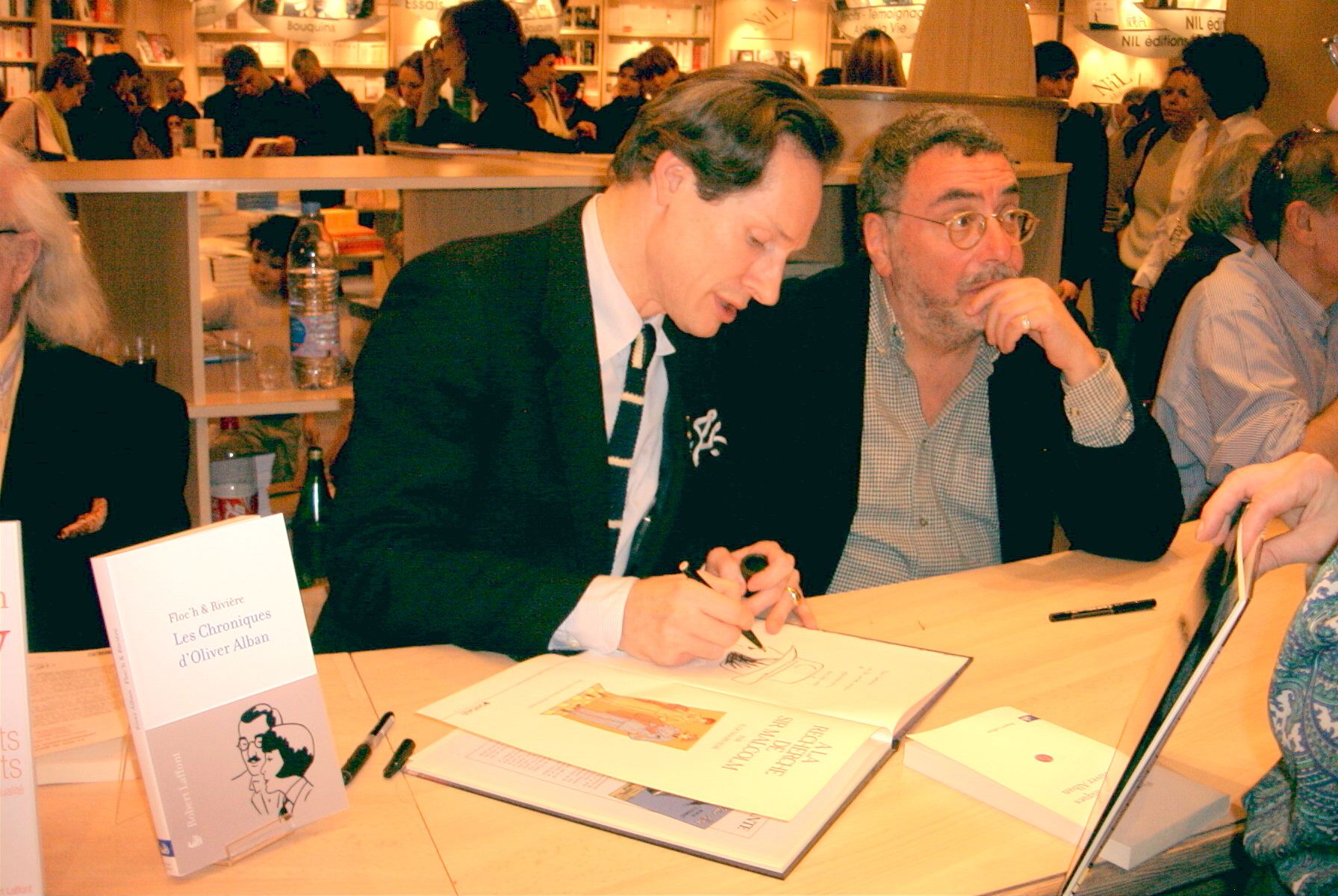
Floc'h y François Rivière en el Salon du livre de París, marzo de 2007.

Después de haber desarrollado una notable obra en el campo de las historietas, el dúo Floc'h-Rivière realizó en 2006 una incursión en la literatura con su primera novela, Les Chroniques d'Oliver Alban (Diary of an Ironist). Estos dos autores exploraron varios recursos de la literatura y de las artes, desde los años 1940 a los años 1970, con elegancia e ironía, y bajo la forma de treinta y nueve retratos, los que pueden suponerse casi como crónicas escritas por Oliver Alban. Precisamente Oliver Alban es de hecho un seudónimo de un cronista imaginado por Olivia Sturgess y Francis Albany, que son los « verdaderos autores » de estos artículos. Floc'h y Rivière practicaban así de nuevo la «puesta en abismo» o «mise en abyme» , el libro en el libro, un libro dentro de otro. Los textos fueron escritos por los dos escritores, y Floc'h fue quien dibujó los retratos de los personajes tratados.
En ocasión de su reapertura en el año 2006, el Musée des Arts décoratifs de París encargó a Floc'h retratos de los principales donantes de este establecimiento privado, y actualmente veintiuno de ellos son visibles en gran formato en el recinto del museo; son soberbios ejemplos del talento del retratista Floc'h, habilidad que también aplicó regularmente en el cine y en la prensa.
En 2007, Floc’h sacó un libro de ilustraciones muy personal, Une vie de rêve subtitulado Fragments d’une autobiographie idéale. Allí se tomó el placer de reencontrar a sus héroes, vivos o muertos, reales o imaginarios, y de tomar él mismo un lugar junto a ellos, aunque más no fuere por un instante. Así, él mismo se representó a través de los siglos, entre el 360 antes de nuestra era y el 2046 (casi a la mitad del siglo XXI), en situaciones que indudablemente algún día soñó con encontrarse: alumno de Platón y de Arsène Lupin, posando en postura que se asemejaba a la de Philippe Halsman, en el matrimonio de Sacha Guitry... y por último, terminando sus días en paz y en pleno uso de sus facultades mentales, el 4 de mayo de 2046. Sin duda la citada es una obra referencial, en la que el autor rindió homenaje a las personas que admiraba, a lo largo de su desarrollo como artista y como hombre.
El año 2009 vio aparecer el último capítulo de la trilogía de Blitz, titulado Black Out et autres histoires du Blitz, en el cual el dúo organizó el relato en una forma inspirada en las publicaciones de posguerra, mezclando cómics con relatos cortos. La obra contiene una mise en abyme de las historias Black Out, Eden, Backstage, y Fairplay. Los tres últimos títulos son presentados en forma de novelas cortas escritas por Olivia Sturgess, e ilustradas por Craigie, mientras que Black Out es un cómic diseñado por Craigie y basado en una historia de Francis Albany publicada en el Dandy Comics. Los tres álbumes de la trilogía, fueron publicados luego en un solo volumen, como en su momento se hizo con Trilogie Anglaise. Este nuevo álbum supuestamente es el fin de las apariciones de Francis Albany y Olivia Sturgess, pero esta aseveración no hay que tomarla con mucha seriedad, pues el dúo de todas formas muchas veces ha contradicho los anuncios editoriales. 
Justo después de Black Out, y retomando el formato de los libros Life, Floc'h diseñó veintiocho retratos de ingleses de los años 1930 hasta Blitz, en Male Britannia, Characters of the Male Britannia of the 30's and during the Blitz, rindiendo así homenaje a los gentlemen y a los muchos personajes anónimos de su Inglaterra ideal. Le siguieron dos obras similares consagradas a los años 1960 con London euphoria, y con Regency utopia, el conjunto formando una nueva trilogía.
En la publicación de Black Out, Floc'h y Rivière anunciaron su próximo proyecto, Willie, la biografía de William Somerset Maugham, a través de una novela gráfica que se publicará sin una fecha aún precisada.
Corresponde señalar que Floc'h contribuyó también intensamente con el magacín Monsieur desde el comité editorial, e ilustró la cubierta de cada uno de los números de este bimensual a partir del año 2009.

## Estilo y valoración
Para Ignacio Vidal-Folch y Ramón de España, Floc'h realizó sus mejores obras en colaboración con Rivière, poniendo al día sus lecturas de la infancia, singularmente Edgar Pierre Jacobs y Agatha Christie.
Las referencias gráficas que evidenció Floc'h en los álbumes de historietas de su primeros años, dejaron paso rápidamente a un estilo muy personal orientado hacia un minimalismo gráfico, y en el que lo esencial aparece siempre impregnado de elegancia y de anglofilia. Floc'h utilizó la técnica del close up (primer plano) para así poner el acento en los elementos importantes del relato, y sobre todo en situaciones intimistas. El dibujo de Floc'h siempre se inscribe en un marco realista alejándose de la fantasía gráfica (por oposición al no realismo de Georges Prosper Remi (Hergé) quien, por ejemplo después de una explosión en el castillo de Moulinsart, dibujó al Capitán Haddock ebrio y balanceándose de una araña de cristal).
Floc'h es un realista que siente la necesidad de tener un trazo lo más depurado posible, dejando al híper-realismo un placer que a él se le escapa. Floc'h siempre trató de presentar a sus personajes como personas comunes y corrientes, y no tanto como héroes o superhéroes. Para él la forma es la que prevalece, y no se siente un contador de historias.

### Historietas

#### Serializada en la prensa
- 1977 : Le Rendez-vous de Sevenoaks en Pilote, del n°35 (abril) al n°40 (septiembre), o sea 46 planchas color precedidas de una página de introducción.
- 1980 : Le Dossier Harding en Pilote, del n°73 (junio) al n°77 (octubre), o sea 46 planchas color.
- 1982 : Blitz en Le Matin, del 4 de enero al 4 de noviembre a razón de una plancha color por semana, en total 44 planchas.
- 1983-1984 : À la recherche de Sir Malcolm en Pilote, del n°112 (septiembre de 1983) al n°118 (marzo de 1984), en total 46 planchas color.

#### En álbumes
- 1977 : Le Rendez-vous de Sevenoaks, con François Rivière (Dargaud)
- 1980 : Le Dossier Harding, con François Rivière (Dargaud)
- 1983 : Blitz, con François Rivière (Le Matin / Albin Michel)
- 1984 : À la recherche de Sir Malcolm, con François Rivière (Dargaud)
- 1991 : Jamais deux sans trois, con Jean-Luc Fromental (Albin Michel)
- 1992 : Une trilogie anglaise, con François Rivière (Dargaud)
- 1996 : Underground, con François Rivière (Albin Michel)
- 2005 : Olivia Sturgess : 1914-2004, con François Rivière (Dargaud)
- 2009 : Black Out et autres histoires du Blitz, con François Rivière (Dargaud)
- 2011 : La trilogie du Blitz, con François Rivière (Dargaud)

#### Tirajes
- 1984 : À la recherche de Sir Malcolm, con François Rivière. 1250 ej (+ 100 ej HC), numerados y firmados, libro tela roja acompañado de una litografía que retoma el dibujo del Titanic (Dargaud).
- 1985 : Un homme dans la foule. 450 ej (+ 50 ej HC), numerados y firmados, libro tela con un estuche, acompañado de una serigrafía Bric à Braque (Albin Michel).
- 1985 : Un homme dans la foule. 250 ejemplares, numerados y firmados, y con estuche en forma de traje Prince de Galles (GGEF).
- 1992 : À propos de Francis. TT en ocasión de la salida de Une trilogie anglaise. 600 ej (+50 ej HC) que comprende un álbum de 32 páginas, 1 foto de Albany, 1 afiche de la emisión de Albany en la BBC, 3 anuncios de publicidad donde figura Albany, todo en una encuadernación de porfolio (Dargaud).
- 2005 : Olivia Sturgess : 1914-2004, con François Rivière. 500 ej (+125 ej HC) numerados y firmados por los autores. El álbum original está compuesto de dos partes : un álbum de historietas encuadernado, y el catálogo Albany-Sturgess, todo en una caja (Dargaud).

#### Escritos aparecidos en prensa pero jamás editados
- 1975 : Le Conservateur, sur scénario de Rodolphe, en Imagine n°1, diciembre, 8 planchas blanco y negro.
- 1978 : Le Siècle, con textos de Jean-Luc Fromental y Landon, en Pilote n°44bis spécial Science Fiction, enero, 2 planchas color.

### Portfolios
- 1987 : 35 rue Victor Massé (Éditions Carton). 7 serigrafías. 160 ejemplares. Las serigrafías representan timbres con la efigie de 7 artistas-escultores : Jean Arp, Alexander Calder, Jean Dubuffet, Yves Klein, Joan Miró, Henry Moore, Pablo Picasso.
- 1987 : Je me souviens (Éditions de l'Atelier). 7 serigrafías. 600 ejemplares. Las serigrafías representan siete grandes momentos en la televisión de conocidas personalidades : Steve Mc Queen, Josh Randall, Charles de Gaulle, Anquetil y Poulidor, Denise Glaser, Raymond Oliver, Salvador Dalí.

### Ilustraciones

#### Libros ilustrados
- 1985 : Ma vie, con Jean-Luc Fromental (Humanoides Asociados)
- 1985 : Life, con Jean-Luc Fromental (Carton)
- 1986 : High Life, con Jean-Luc Fromental (Carton)
- 1986 : Banque de France, obra colectiva con Jean-Luc Fromental. Ilustraciones recto y verso de dos billetes de banca, uno representando Raymond Loewy, y el otro representando Jean Cocteau (Carton)
- 1994 : Meurtre en miniature, con François Rivière (Dargaud)
- 1994 : Journal d'un New-Yorkais, con Michel Jourde (Dargaud / Champaka)
- 1997 : Ma vie 2 (Dargaud)
- 1998 : Exposition, con Michel Jourde (Reporter / Galerie Médicis)
- 2007 : Une vie de rêve (Robert Laffont)
- 2009 : Male Britannia, Characters of the male britannia of the 30's and during the blitz (Le 9ème Monde)
- 2009 : Male Britannia, Characters of the male britannia of the 30's and during the blitz, tiraje de lujo, 111 ejemplares numerados y firmados por el artista, más díptico de dos retratos inéditos en color (Le 9ème Monde)
- 2010 : London Euphoria, Characters of the London euphoria of the 60's (Le 9ème Monde)
- 2010 : London Euphoria, Characters of the London euphoria of the 60's, Tiraje de lujo, 111 ejemplares numerados y firmados por el artista, más díptico de dos retratos inéditos en color (Le 9ème Monde)
- 2010 : Regency Utopia, Characters of the regency utopia of the 1810's (Le 9ème Monde)
- 2010 : Regency Utopia, Characters of the regency utopia of the 1810's, Tiraje de lujo, 111 ejemplares numerados y firmados por el artista, más díptico de dos retratos inéditos en color (Le 9ème Monde)

#### Libros para niños
- 2011 : Une vie exemplaire (Ediciones Hélium).
- 2012 : Où mène la vie? (Ediciones Hélium).

#### Ilustaciones de libros de otros autores
- 1975 : Les Clefs mystérieuses de Maurice Leblanc (colección Marginalia, Glénat). Ilustración de cubierta.
- 1975 : Lettres d'Arkham de HP Lovecraft (colección Marginalia, Glénat). Letras de llamada en el texto.
- 1976 : 63 auteurs, bibliographie de science fiction d'Alain M. Villemur (Temps Futur). Ilustración de cubierta.
- 1978 : De minuit à sept heures de Maurice Leblanc (colección Marginalia, Glénat). Ilustración de cubierta.
- 1984 : Pub en stock, les aventures de la RATP 1973-1983 (Ecom / Univas). Ilustración de cubierta.
- 1992 : Les Cahiers Pierre Mac Orlan n°3, Contes perdus et retrouvés... (Prima línea para el Comité de Amigos de Pierre Mac Orlan). 13 ilustraciones en el texto.
- 1992 : Le Brochet de Eric Ambler (colección Points, Le Seuil). Ilustración de cubierta.
- 1992 : Sale Histoire de Eric Ambler (colección Points, Le Seuil). Ilustración de cubierta.
- 1992 : Topkapi de Eric Ambler (colección Points, Le Seuil). Ilustración de cubierta.
- 1994 : Tout fout le camp de Dan Kavanagh (colección Points, Le Seuil). Ilustración de cubierta.
- 1996 : Histoires du porte-jarretelles de Lili Sztajn (La Sirène). Ilustración de cubierta.
- 1997 : Les Beaux Horizons de Jean-Luc Coatalem (Le Dilettante). Ilustración de cubierta. Una edición especial existe en formato in-16, de 33 ejemplares numerados a mano, y acompañados de una serigrafía de Floc'h firmada por el autor y el ilustrador.
- 1998 : L'Amour à l'écossaise de Daniel Cabanis (Le Seuil). Ilustración de cubierta.
- 1999 : Bons baisers de Partout de Pierre Dac y Louis Rognoni (Librio). Ilustración de cubierta.
- 2000 : Le Jardinier de Babbacombe de François Rivière (Le Masque). Ilustración de cubierta.
- 2002 : Alain Resnais collectif de Positif (Folio). Ilustración de cubierta.
- 2007 : Un mort par page de Daniel Fohr (Robert Laffont). Concepción e ilustración de cubierta.
- 2007 : Carré noir de Harry Bellet (Robert Laffont). Concepción e ilustración de cubierta.
- 2007 : Mon père, ce géant de Charles Aznavour (Flammarion). Ilustración de cubierta.
- 2008 : Le Vallon de Agatha Christie (Le Masque). Ilustración de cubierta (retoma del afiche del film Le Grand Alibi).
- 2009 : Je suis très à cheval sur les principes de David Sedaris (Éditions de l'Olivier). Ilustración de cubierta.
- 2010 : N'exagérons rien ! de David Sedaris (Editions de l'Olivier). Ilustración de cubierta.
- 2012 : Axelle, La châtelaine du Liban, y Mademoiselle de la Ferté, tres libros de Pierre Benoit (Albin Michel). Ilustración de cubierta
- 2010 : Agatha Christie, la romance du crime de François Rivière (Editions de la Martinière). Ilustración de cubierta.

#### Afiches de films
- 1977 : Diabolo menthe de Diane Kurys
- 1980 : Cocktail Molotov de Diane Kurys
- 1992 : Smoking / No Smoking de Alain Resnais
- 1997 : On connaît la chanson de Alain Resnais
- 1998 : Harry dans tous ses états (Deconstructing Harry) de Woody Allen
- 1999 : La Bûche de Danièle Thompson
- 2001 : Liberté-Oléron de Bruno Podalydes
- 2001 : Vertiges de l'amour de Laurent Chouchan
- 2002 : Hollywood Ending de Woody Allen
- 2003 : Petites coupures de Pascal Bonitzer
- 2003 : Pas sur la bouche de Alain Resnais
- 2005 : Melinda et Melinda de Woody Allen
- 2005 : L’Anniversaire de Diane Kurys
- 2008 : Le Grand Alibi de Pascal Bonitzer
- 2010 : Another Year de Mike Leigh
- 2012 : Cherchez Hortense de Pascal Bonitzer

#### Recopilación de ilustraciones
- 1985 : Un homme dans la foule, texto de Jean-Luc Fromental (GGEF / Albin Michel)
- 1987 : Objectif Pub, la bande dessinée et la publicité, hier et aujourd'hui (Robert Laffont / Magic Strip). Alain Lachartre, con colaboración de Claude Degoutte.
- 2000 : Floc'h Illustrateur (Champaka)
- 2005 : Floc'h Illustrateur 2 (Champaka)
- 2006 : Traits Séduisants, l'illustration au service de la communication des marques (Scala). Alain Lachartre, con colaboración de Françoise Aveline.

### Trabajos publicitarios
- 1980 : Le secret de la Pulmoll verte. 18 páginas color. Concebido y realizado por Alain Lachartre para la agencia M.B.C. y los Laboratorios Lafarge.
- 1986 : Opération Super 9. Álbum colectivo. Dibujo de cubierta realizado para la UAP y la Assurance Française.
- 1986 : Félix et le bus. Álbum colectivo sobre escenarios de Jean-Luc Fromental. 4 planchas color para la historia Bus de Nuit. Realizado por la agencia KISS para UTP, RATP, TCC, THUC, y TransUrbain.
- 1988 : Var, le département dont vous êtes le héros, con Jean-Luc Fromental. 64 páginas color, formato a la italiana. Realizado por Alain Lachartre para el Consejo General de Var.
- 2007 : Ballon Bleu. 6 planchas color. Álbum colectivo realizado por Jean-Luc Fromental y Michel Baverey, para el lanzamiento de la nueva colección de relojes Cartier Ballon Bleu.

### Novela
- 2006 : Les Chroniques d'Oliver Alban, con François Rivière (Robert Laffont)

## Figurines Pixi
- 1991 : Jamais deux sans trois. 150 ejemplares numerados y firmados por Floc'h. Contienen los tres personajes del álbum : Monty, Don, y E.
- 1993 : Francis Albany et Olivia Sturgess. 350 ejemplares numerados y firmados por Floc'h y Rivière. Contienen los dos personajes Albany y Sturgess. El fondo de la caja está ilustrado por la cubierta del álbum Une trilogie anglaise.
- 1997 : Blitz Underground. 150 ejemplares numerados y firmados por Floc'h y Rivière. Contienen tres personajes : Miss Carolyn, Wilbur, y el niño. Fondo de la caja ilustrado por un dibujo original.